# Jan Spronk
Jan Spronk  (25 maart 1945 - 13 februari 2014) was een Nederlands hoboïst en muziekpedagoog. 

## Levensloop
Spronk studeerde hobo bij Piet Kingma en Koen van Slogteren. Spronk begon zijn loopbaan als hoboïst bij het Limburgs Symfonie Orkest. Daarna kwam hij in dienst bij de radio (Radio Filharmonisch Orkest en Promenadeorkest). Ook speelde hij in het Rotterdams Philharmonisch Orkest onder leiding van dirigent Edo de Waart. Bij het Koninklijk Concertgebouworkest speelde hij van 1978 tot 2007 als eerste hoboïst.
Op kamermuziekgebied speelde hij mee in de jonge jaren van het Nederlands Blazers Ensemble en in het Danzi Kwintet.
Naast zijn uitvoerende werk was hij tevens hoofdvakdocent hobo, aanvankelijk aan het Conservatorium Maastricht, later aan het Conservatorium van Amsterdam waar hij door hartproblemen in 2002 zijn werk moest staken. Onder anderen de Nederlandse hoboïste Pauline Oostenrijk studeerde bij hem. Na 2002 leefde Jan Spronk voornamelijk in Frankrijk.

## Werken
Spronk schreef in 2001 zijn doctoraalscriptie "'Mijn' muziek" over de betekenis van de Staatsmijnen in Limburg voor de regionale muziekcultuur. Ook publiceerde hij enige artikelen over collegaeblazers, de fagottisten Guus Dral en Brian Pollard, in de KCOurant, het magazine van het Koninklijk Concertgebouworkest.

## Discografie
- Concerto grosso voor viool, hobo en orkest - Alfred Schnittke, 1992
- Rucke di Guck - Giacinto Scelsi, 1995 (met Thies Roorda, piccolo en Jan Spronk, hobo)
- Concert voor klavecimbel, 3 houtblazers en 2 strijkers - Manuel de Falla, 1996
- Trio voor hobo, klarinet en fagot - Rudolf Escher, 2004 (Jan Spronk, Jaques Meertens en Brian Pollard)
- Images - Isang Yun, 2012 (fluit, hobo, viool, cello)

- Bibliothèque nationale de France: cb14229319w (data)
- International Standard Name Identifier: 0000 0000 3173 6329
- Library of Congress Control Number: n96057345
- MusicBrainz: 67f20881-f3fa-4747-a347-368e2bc6c3f8
- Nationale Bibliotheek van Israël: 987007349913705171
- Virtual International Authority File: 60812099
- WorldCat: E39PBJwtjGtchfyrq3KJmdhvHC